# Perez e Zerach
Perez e Zerach sono i figli gemelli di Giuda, patriarca della tribù israelitica di Giuda.
Gesù di Nazaret, il Messia dei cristiani, appartiene alla tribù di Giuda, ed è discendente di Perez.

## L'antefatto
Giuda ebbe numerosi figli, come suo padre Giacobbe, ma in questa storia i protagonisti sono Er e Onan.

Er era sposato a Tamar, una donna cananea, alla quale non poté dare dei figli, perché JHWH lo fece morire per i suoi molti peccati (Gn 38,7).

A questo punto interviene la legge del levirato: la donna vedova, se rimasta senza figli, deve sposarsi col fratello del defunto marito.
Giuda quindi dà in sposo a Tamar suo figlio Onan, ma questo, non accettando la legge del levirato, applica, ad ogni incontro sessuale con Tamar, la tecnica anticoncezionale del coito interrotto.

Neanche questo a JHWH piace, e fa morire anche Onan.
Giuda non vuole dare in sposo a Tamar un altro suo figlio (Sela, in ordine, che tra l'altro era ancora troppo giovane per il matrimonio), e quindi rimanda a casa dei consuoceri Tamar.
Tamar se ne risente e decide di travestirsi da prostituta. Va quindi a letto con l'ignaro Giuda e concepisce due gemelli: Perez e Zerach. Scoperta la cosa, Giuda non può che riconoscere il proprio peccato nonché la scaltrezza della donna.

## La nascita
L'episodio del parto merita tanta attenzione da essere trascritto nella Bibbia:
Il fatto ricorda fortemente la nascita dei gemelli Giacobbe ed Esaù, poiché in entrambi si racconta la storia del più piccolo e scaltro che vince sul più forte nonché erede perché primogenito.